# Edgar Wilson Award
Der Edgar-Wilson-Preis ist ein internationaler jährlicher Preis, der 1998 ins Leben gerufen wurde und aus einer Geldprämie (bis 2014) und einer Plakette besteht, die jährlich an Amateur-Kometenentdecker vergeben wird. Der Preis wird vom Smithsonian Astrophysical Observatory (SAO) über das CBAT der IAU verwaltet.

## Ursprung
Edgar Wilson war ein amerikanischer Geschäftsmann, der in Lexington, Kentucky lebte. Nach seinem Tod im Jahr 1976 wurde der Edgar-Wilson-Wohltätigkeitsfonds eingerichtet, und die Preise wurden entsprechend den Bedingungen seines Nachlasses vergeben.

## Teilnahmeberechtigung
Jedes Jahr wird der Preis unter Amateurastronomen aufgeteilt, die im betreffenden Jahr mit Amateurgeräten einen oder mehrere neue Kometen entdecken, die dann offiziell nach ihnen benannt werden. Der jährliche Gesamtpreis betrug bis 2014 etwa 20.000 US-Dollar, konnte jedoch von Jahr zu Jahr schwanken. Seit 2014 wurde der Preis nicht mehr verliehen, aber im Jahr 2024 ohne eine Preisstiftung wieder eingeführt. Dabei wurden nachträglich die Preisträger von 2015 bis 2023 anhand der Kriterien bestimmt. In einem Jahr ohne berechtigte Entdecker vergibt das CBAT den Preis an den Amateurastronomen oder die Amateurastronomen, die seiner Ansicht nach „den größten Beitrag zur Förderung des Interesses an der Kometenforschung geleistet haben“.

## Preisträger
Obwohl das Smithsonian Astrophysical Observatory die Preise vergeben hat, konnte das Zentrale Büro für astronomische Telegramme im Jahr 2024 bestätigen, dass die Preise für Kometenentdeckungen im Zeitraum von Juli 2014 bis Juni 2018 vergeben wurden.
Eine Liste der aktuellen Preisträger bis 2024:
- 2024
  - Hideo Nishimura, Japan (C/2023 P1)
  - Gennadi Wladimirowitsch Borissow, Russland (C/2023 T2)
  - Jordi Camarasa, Spanien und Grzegorz Duszanowicz, Schweden (C/2023 V4)
  - Xing Gao und Xi Liao, China und Robson Henrique dos Santos Hahn, Deutschland (P/2024 FG9)

- 2023
  - Alain Maury (Astronom), Chile; und Georges Attard, Frankreich (C/2022 N1)
  - Jost Jahn, Deutschland (P/2023 C1)

- 2022
  - Hideo Nishimura, Japan (C/2021 O1)
  - Alain Maury, Chile und Georges Attard, Frankreich (P/2021 U3, C/2021 X1, C/2022 J1)

- 2021
  - Leonardo S. Amaral, Brasilien (C/2020 O2)
  - Gennadii Borisov, Russland (C/2020 Q1 und C/2021 L3)
  - Alain Maury, Chile und Georges Attard, Frankreich (C/2021 J1)

- 2020
  - Gennadii Borisov, Russland (2I/2019 Q4 und C/2019 V1)
  - Masayuki Iwamoto, Japan (C/2020 A2)
  - Eduardo Pimentel, Brasilien (P/2020 G1)
  - Cristovao Jacques, Eduardo Pimentel, und Joao Barros, Brasilien (C/2020 J1)

- 2019
  - Donald Edward Machholz, USA (C/2018 V1)
  - Shigehisa Fujikawa, Japan (C/2018 V1)
  - Masayuki Iwamoto, Japan (C/2018 V1 und C/2018 Y1)

- 2018
  - Joao Barros, Brasilien (C/2018 E2)

- 2017
  - Gennadii Borisov, Russland (C/2016 R3 und C/2017 E1)
  - Joao Barros, Brasilien (C/2017 D2)
  - Terry Lovejoy, Australien (C/2017 E4)
  - Goran Gasparovic, Kroatien (P/2017 K3)
  - Cristovao Jacques, Brasilien (C/2017 K6)

- 2016
  - Eduardo Pimentel, Brasilien (P/2015 Q2)
  - William Kwong Yeung, Kanada (C/2015 VL62)
  - Leonid Elenin, Russland (C/2015 X4)

- 2015
  - Gao Xing (Gaoxing) und Sun Guoyou, China (C/2015 F5 (SWAN-Xingming))[5]
  - Terry Lovejoy, Australien, (C/2014 Q2)
  - Gennadii Borisov, Russland (C/2014 Q3, C/2014 R1, und C/2015 D4)
  - Leonid Elenin, Russland, (P/2014 X1)
  - Michal Kusiak, Michal Zolnowski, Rafal Reszelewski und Marcin Gedek, Polen (C/2015 F2)
  - Cristovao Jacques, Brasilien (C/2015 F4)

- 2014
  - Terry Lovejoy, Australien (C/2013 R1)
  - Michael Schwartz, USA (P/2013 T2 nnd C/2014 B1)
  - Paolo Holvorcem, Brasilien (C/2013 D1)
  - Gennadii Borisov, Russland (C/2013 V2)
  - Vitali Nevski, Russland (P/2013 V3)
  - Cristovao Jacques, Brasilien (C/2014 E2)
  - Borisov (Special Award für Komet C/2013 N4, welcher als Profi gefunden wurde)
  - Michel Ory, Schweiz (Spezial Preis für C/2013 V5 mit dem Namen „Oukaimeden“)
  - Jacques, Eduardo Pimental, und Joao Barros (Spezial Preis für C/2014 A4 mit dem Namen „SONEAR“)
  - Matthias Busch und Rafal Reszelewski (Spezial Preis für C/2014 C1 mit dem Namen „TOTAS“)
  - Paulo Holvorcem und Michael Schwartz (Spezial Pries für C/2014 F2 mit dem Namen „Tenagra“)
- 2013
  - Tomas Vorobjov, Slovak Republic (P/2012 T7)
  - Paulo Holvorcem, Brasilien (C/2013 D1)
  - Masayuki Iwamoto, Japan (C/2013 E2)
  - Claudine Rinner, Frankreich (Spezialpreis für 3 Kometen mit dem Namen „MOSS“)
  - Michael Schwartz, Arizona, USA (Spezial Preis für die vielen Kometen mit dem Namen „Tenagra“)
  - Vitali Nevski und Artyom Novichonok, Russia (Spezial Preis für C/2012 S1)
- 2012
  - Leonid Elenin, Russia (P/2011 NO1)
  - Artyom O. Novichonok und Vladimir V. Gerke, Russia (P/2011 R3)
  - Claudine Rinner, Frankreich (P/2011 W2)
  - Terry Lovejoy, Australien (C/2011 W3)
  - Manfred Bruenjes, Missouri, USA (C/2012 C2)
- 2011
  - Kaoru Ikeya und Shigeki Murakami, Japan (P/2010 V1)
  - Leonid Elenin, Russia (C/2010 X1)
  - Michael Schwartz, Arizona, USA und Paulo Holvorcem, Brasilien (C/2011 K1)
- 2010
  - Rui Yang, Hangzhou, Zhejiang, China und Xing Gao, Ürümqi, Xinjiang Provinz, China (P/2009 L2)
  - Donald Machholz, Colfax, CA, USA (C/2010 F4)
  - Jan Vales, Idrija, Slowenien (P/2010 H2)
- 2009
  - Robert E. Holmes Jr., Charleston, Illinois, USA (C/2008 N1)
  - Stanislav Maticic, Crni Vrh Observatory, Slowenien (C/2008 Q1)
  - Michel Ory, Delemont, Schweiz (P/2008 Q2)
  - Koichi Itagaki, Yamagata, Japan (C/2009 E1)
  - Dae-am Yi, Yeongwol-kun, Gangwon-do, Korea (C/2009 F6)
- 2008
  - Tao Chen, Suzhou City, Jiangsu Provinz, China und Xing Gao, Ürümqi, Xinjiang Provinz, China (C/2008 C1).
- 2007
  - John Broughton, Reedy Creek, Queensland, Australien (C/2006 OF2)
  - David H. Levy, Tucson, Arizona, USA (P/2006 T1)
  - Terry Lovejoy, Thornlands, Qld., Australien (C/2007 E2 und C/2007 K5)
- 2006
  - Charles Wilson Juels, Fountain Hills, Arizona, USA und Paulo R. C. Holvorcem, Campinas, Brasilien (C/2005 N1)
  - John Broughton, Reedy Creek, Queensland, Australien (P/2005 T5)
- 2005
  - Roy A. Tucker, Tucson, Arizona, USA (C/2004 Q1)
  - Donald Machholz, Colfax, California, USA (C/2004 Q2)
- 2004
  - Vello Tabur, Wanniassa, Australian Central Territories, Australien (C/2003 T3)
  - William A. Bradfield, Yankalilla, S.Australien (C/2004 F4)
- 2003
  - Sebastian Florian Hoenig, Dossenheim, Deutschland (C/2002 O4)
  - Tetuo Kudo, Nishi Goshi, Kikuchi, Kumamoto, Japan (C/2002 X5)
  - Shigehisa Fujikawa, Oonohara, Kagawa, Japan (C/2002 X5)
  - Charles Wilson Juels, Fountain Hills, Arizona, USA und Paulo R. Holvorcem, Campinas, Brasilien (C/2002 Y1)
- 2002
  - Vance Avery Petriew, Regina, Saskatchewan, Kanada (P/2001 Q2)
  - William Kwong Yeung, Benson, Arizona, USA (P/2002 BV)
  - Kaoru Ikeya, Mori, Shuchi, Shizuoka, Japan (C/2002 C1)
  - Daqing Zhang, Kaifeng, Henan Provinz, China (C/2002 C1)
  - Douglas Snyder, Palominas, Arizona, USA (C/2002 E2)
  - Shigeki Murakami, Matsunoyama, Niigata, Japan (C/2002 E2)
  - Syogo Utsunomiya, Minami-Oguni, Aso, Kumamoto, Japan (C/2002 F1)
- 2001
  - Albert F. A. L. Jones, Stoke, Nelson, Neuseeland (C/2000 W1)
  - Syogo Utsunomiya, Minami-Oguni, Aso, Kumamoto, Japan (C/2000 W1)
- 2000
  - Daniel W. Lynn, Kinglake West, Victoria, Australien (C/1999 N2)
  - Korado Korlevic, Visnjan, Kroatien (P/1999 WJ7)
  - Gary Hug und Graham E. Bell, Eskridge, Kansas, USA (P/1999 X1)
- 1999
  - Peter Williams, Heathcote, N.S.W., Australien (C/1998 P1)
  - Roy A. Tucker, Tucson, Arizona, USA (P/1998 QP54)
  - Michael Jäger, Weißenkirchen i.d. Wachau, Österreich (P/1998 U3)
  - Justin Tilbrook, Clare, S.Australien (C/1999 A1)
  - Korado Korlevic und Mario Juric, Visnjan, Kroatien (P/1999 DN3)
  - Steven Lee, Coonabarabran, N.S.W., Australien (C/1999 H1)